# Mosquetó (fermall)
El mosquetó és un fermall en forma d'anella, d'acer o en aliatges lleugers d'alumini, de formes diverses, que es tanca de manera automàtica gràcies a un ressort. Segons les necessitats de l'ús, el fermall està dotat o no d'un mecanisme de seguretat que el protegeix contra una obertura involuntari.
El seu nom prové dels primers mosquetons que servien en les operacions militars per a fixar el mosquetó a la canana i continuar el combat cos a cos. Una primera descripció ja es troba el 1616 a l'obra L'art militar a cavall de l'escriptor militar Johann Jacob von Wallhausen qui parla d'una «nansa de ferro amb un petit croc i un ressort per tal quan s'hi penja el fusell, aquest no pot caure».
Avui és un estri que té múltiples aplicacions: decoratives, militars, esportives i tècniques en situacions quan s'ha de fixar objectes o persones de manera a poder fixar i separar-los fàcilment. Tenen un paper particular en maniobres que necessiten una màxima seguretat, per exemple durant el transport d'objectes pesats, per a fixar les veles o particularment en la protecció de persones contra les caigudes al treball en altitud, en operacions de rescat i en certs esports: vela esportiva, escalada, espeleologia, barranquisme i muntanyisme. Segons l'ús i el nivell de seguretat necessari, són sotmeses a diferents normatives. Una corda amb mosquetó fa part de l'equip obligatori personal complementari d'intervenció dels bombers catalans.

## Disseny

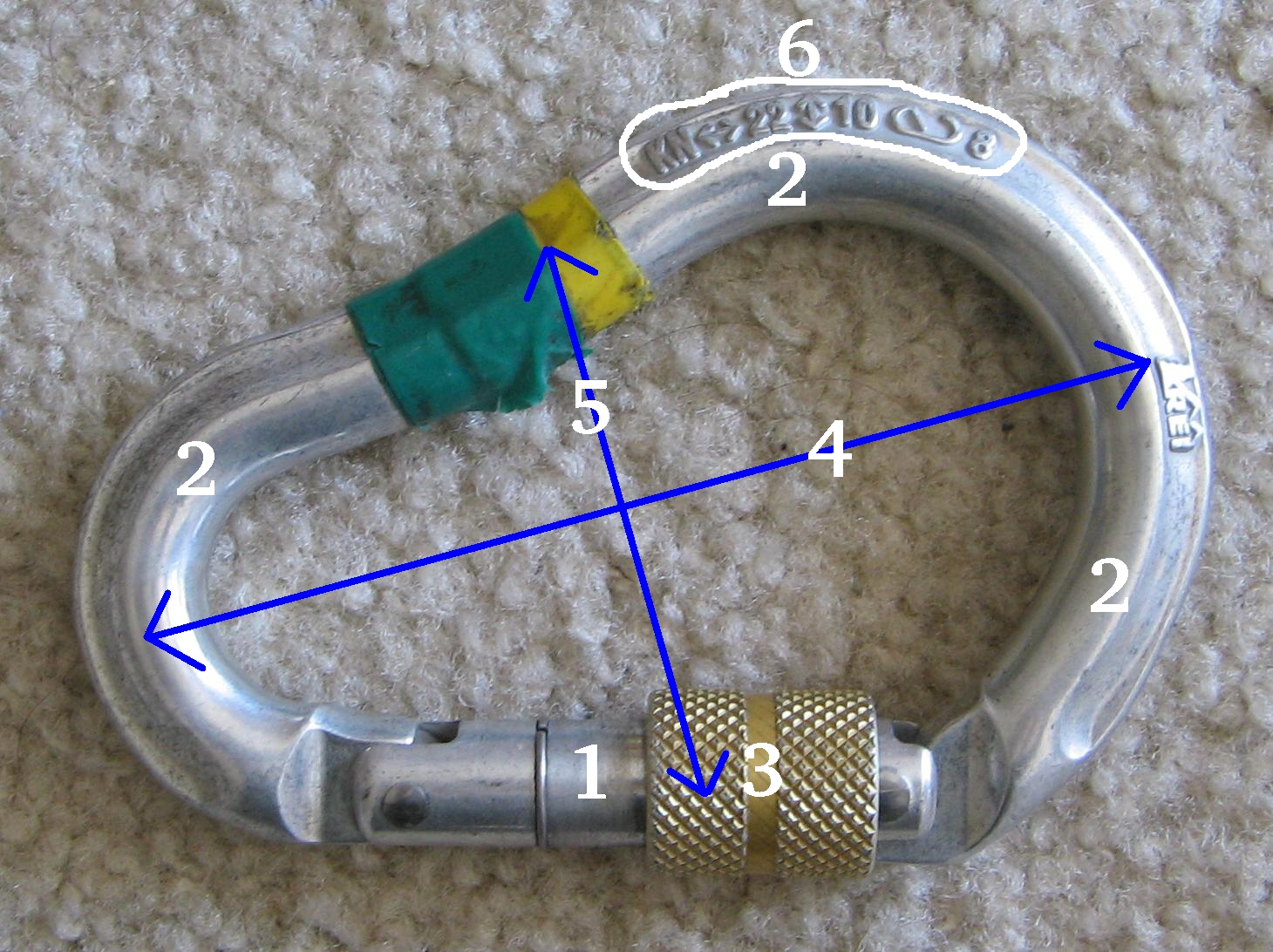
Parts d'un mosquetó: 1. Frontissa 2. Mosquetó o cos 3. Dispositiu de seguretat 4. Dimensió longitudinal 5. Dimensió transversal 6. Marca EC i especificacions de resistència a la ruptura

Tot mosquetó té dos elements bàsics: el cos i la frontissa (la part mòbil que s'obre). Segons les necessitats també té un dispositiu de seguretat que protegeix contra l'obertura accidental i un gravat que precisa la norma i la càrrega màxima. Per certes aplicacions, pot ser útil que es pugui obrir-lo ràpidament per a no perdre uns segons vitals, en altres ans al contrari, una obertura accidental podria causar caigudes fatals.
Quan un mosquetó fa part de l'equip de protecció individual ha de respondre a la normativa europea 89/686/CEE. El dispositiu certificat ha de portar de manera inesborrable la referència de l'organisme certificador, la marca CE, la càrrega màxima i ha de ser acompanyat d'una documentació en la llengua del país. També són sotmesos a la norma tècnica EN 362 sobre les connectors utilitzats en la protecció contra la caiguda que estipula entre altres que han de resistir a una força de 15 kN, tenir una protecció anticorrosió si no estan fabricats de materials inoxidables i que no poden tenir parts que podrien malmetre les cordes. Existeix també una norma lleugerament diferent de la Unió Internacional d'Associacions d'Alpinisme.

## Tipus de mosquetons
Hi ha diferents maneres de classificar-los. Poden diferenciar-se segons el tipus seguretat: de tambor (amb ressort o per a cargolar), automàtic, semiautomàtic o manual. També existeixen desenes de formes diferents segons les necessitats de l'aplicació, com per exemple:
- Mosquetó d'espeleologia: de forma simètrica, oval-rectangular.
- Mosquetó doble d'escalada: un parell de mosquetons units mitjançant una cinta.
- Mosquetó de càrrega
- Mosquetó decoratiu i lúdic sense cap certificat utilitzat per exemple com a clauer

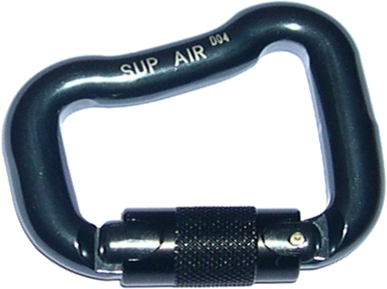
Mosquetó amb seguretat, per a la pràctica del parapent
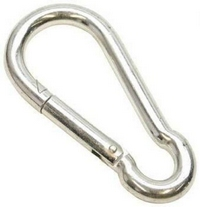
Mosquetó de càrrega senzill sense dispositiu de seguretat per la fixació d'objectes o tancar cadenes
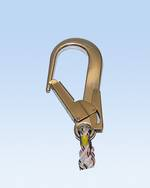
Firehook per a fixar a la fi d'una corda
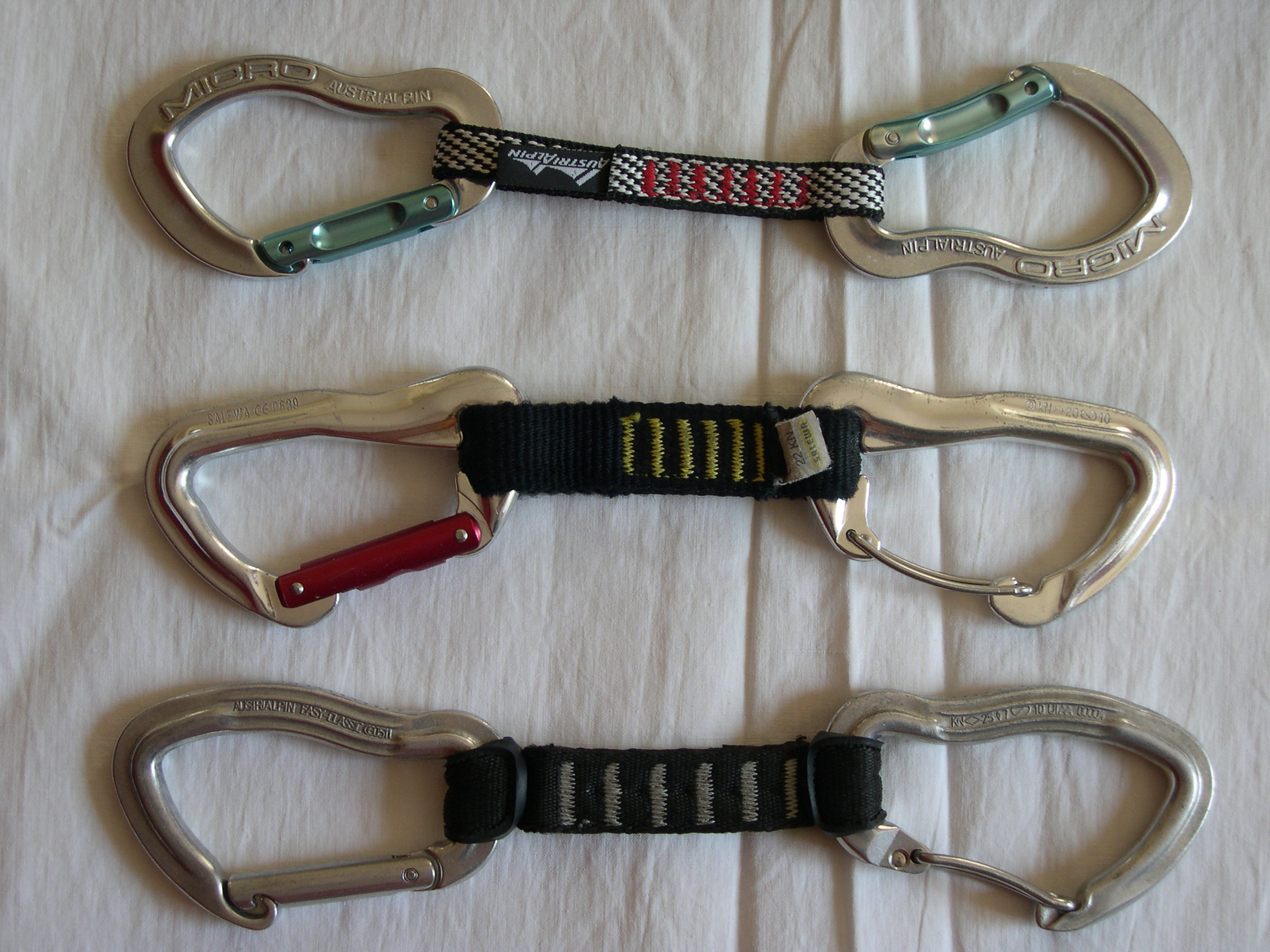
Mosquetó doble d'escalada o expresset
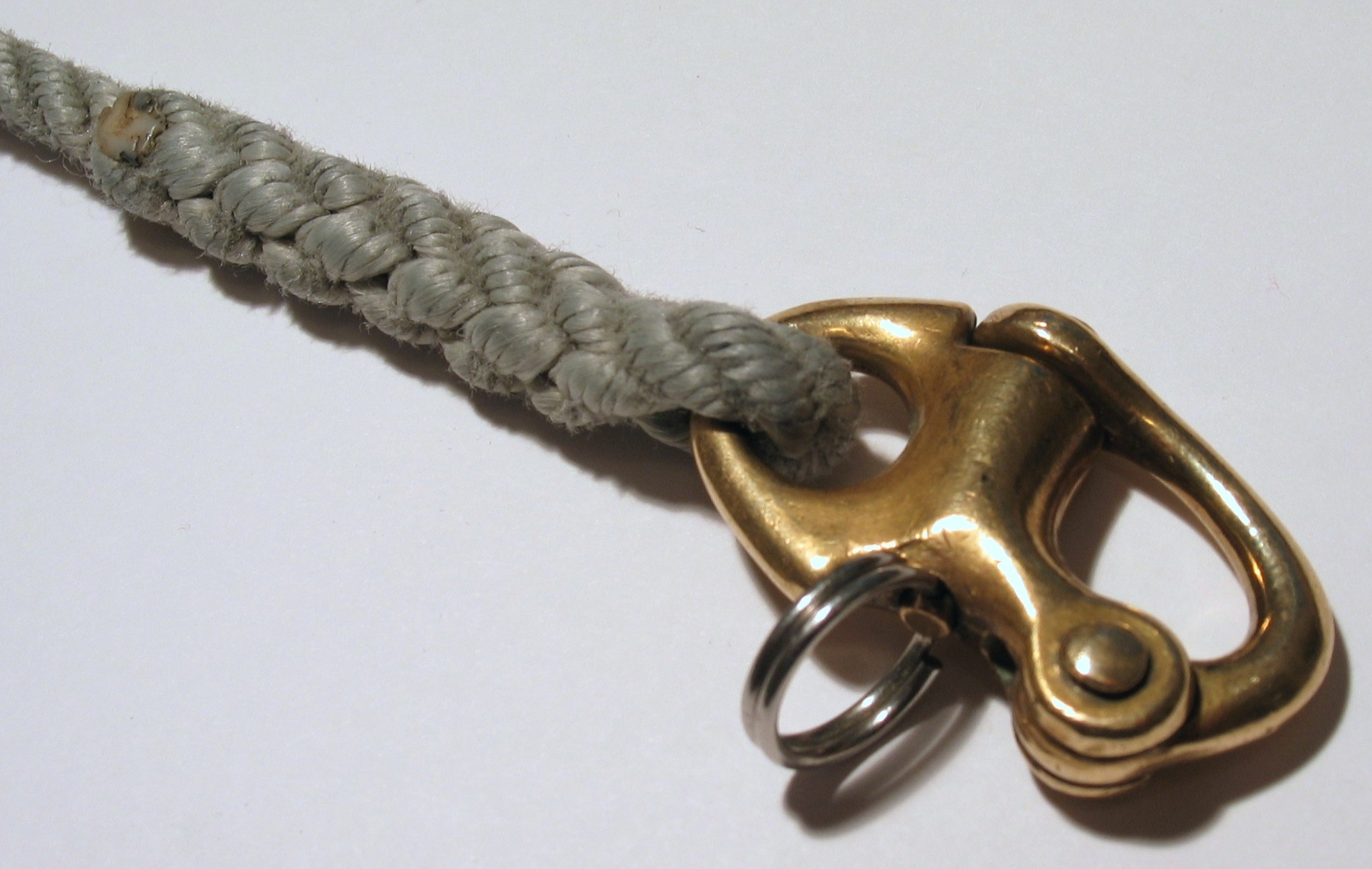
Mosquetó amb drissa, d'ús marítim
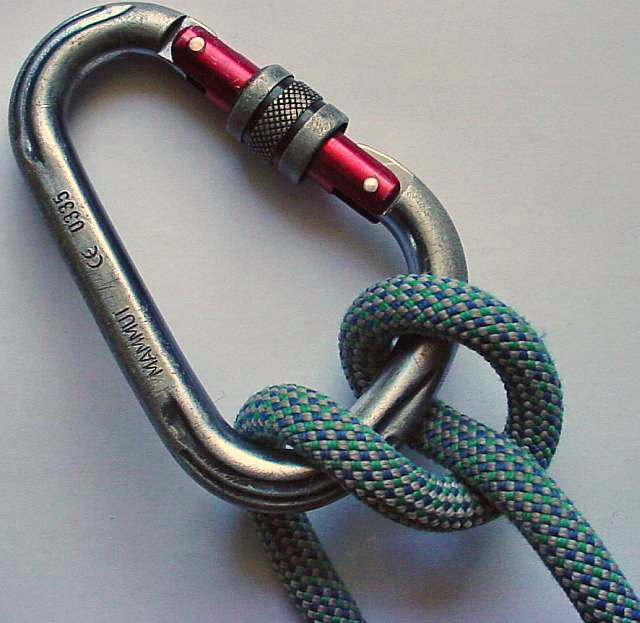
Mosquetó HMS amb nus dinàmic
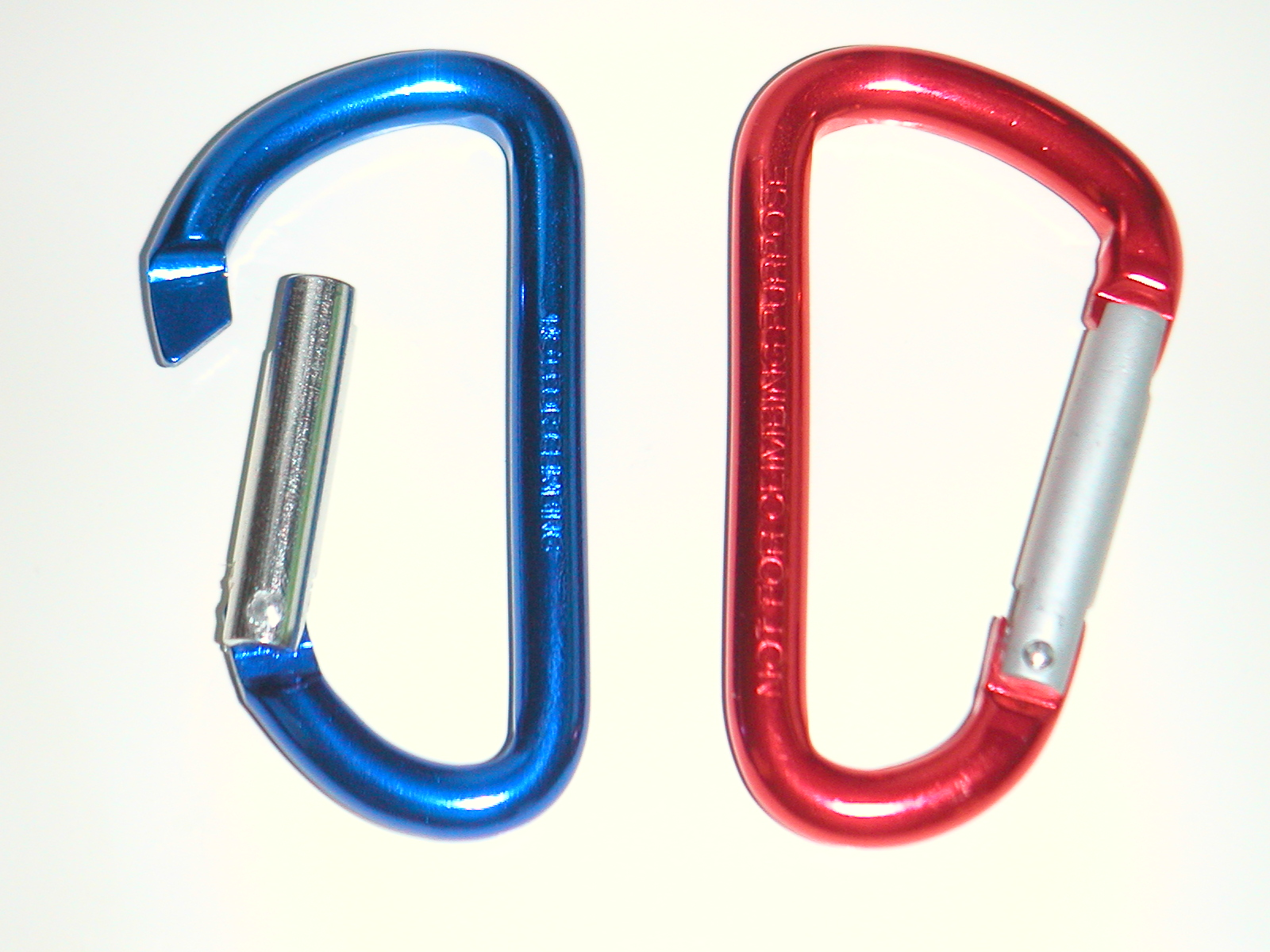
Mosquetons lúdics

Ús i manteniment d'un mosquetó de protecció individual
Un mosquetó de protecció individual ha d'incloure un manual que especifica les característiques, l'ús adequat i el manteniment. Un aspecte fonamental d'un mosquetó és que s'indiquen mitjançant gravat la seva resistència donada en KN (kilonewtons). El mosquetó i la frontissa s'han de mantenir net després de cada ús perquè funcionen sempre com cal. S'aconsella de llençar un mosquetó que hagi patit una caiguda d'un metre d'alçada o més, com que pot tenir fractures o deformacions internes que el facin insegur.